# حمله به هنرستان صدر تهران
حمله به هنرستان دخترانه صدر در ۲ آبان ۱۴۰۱ و در جریان خیزش ۱۴۰۱ ایران اتفاق افتاد. در این حادثه نیروهای امنیتی جمهوری اسلامی به هنرستان دخترانه صدر در خیابان کارون تهران حمله کردند. مردم در حمایت از دانش‌آموزان این خیابان را مسدود کردند..

## داخل مدرسه
درگیری مسئولان مدرسه با بعضی از دانش‌آموزان که مورد بازرسی بدنی قرار گرفتند، باعث تشنج کردن بعضی از این دانش‌آموزان شد. خانواده‌های دختران دانش‌آموز تجمع و نیروهای امنیتی هم آنجا حاضر شدند. یکی از دختران داخل دبیرستان پس از حمله نیروهای حکومتی به مدرسه دچار تشنج و یک دانش‌آموز دیگر نیز «به دلیل ضربه به سرش» با آمبولانس به بیمارستان انتقال می‌یابد.

## خیابان‌های اطراف مدرسه
این اتفاق منجر به شکل گرفتن اعتراضاتی در خیابان‌های کارون، مرتضوی و کمیل تهران شد. شماری از شهروندان با بستن کوچه‌های منتهی به این خیابان‌ها و روشن کردن آتش علیه حکومت شعار دادند.